# Allokotarsa damarina
Allokotarsa damarina är en skalbaggsart som beskrevs av Louis Albert Péringuey 1904. Allokotarsa damarina ingår i släktet Allokotarsa och familjen Melolonthidae. Inga underarter finns listade i Catalogue of Life.